# Eerste Gemeentelijke Hogere Burgerschool in Den Haag
De Eerste Gemeentelijke Hogere Burgerschool  was een school voor middelbaar onderwijs in Den Haag. Hij werd in 1865 opgericht, een jaar nadat de eerste Rijks Hogere Burgerscholen in Groningen, Roermond en Tilburg geopend waren.

## Geschiedenis

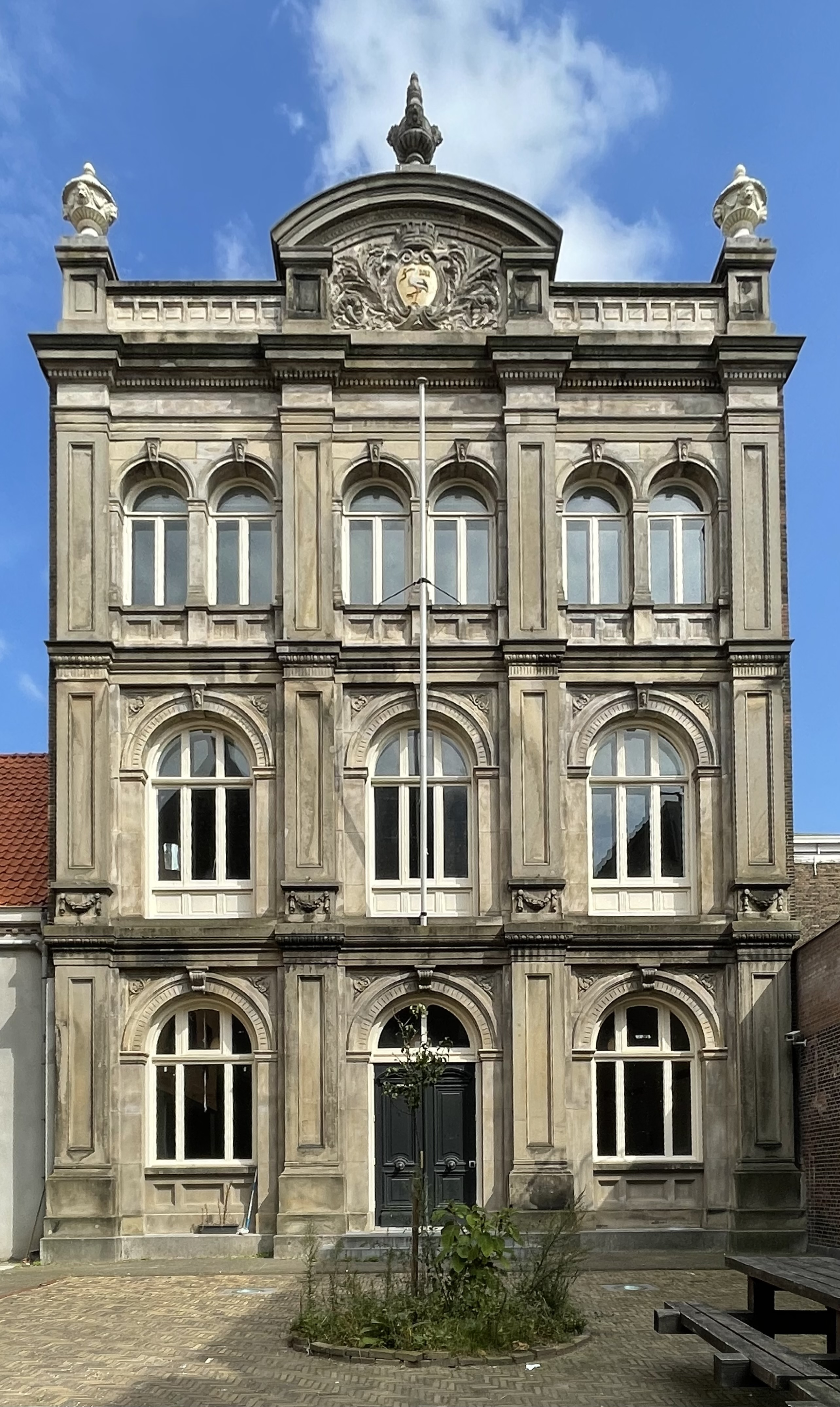
In dit pand op het adres Bleijenburg 38 was tussen 1874 en 1913 de Eerste Gemeentelijke HBS gehuisvest

De school was aanvankelijk gevestigd op het adres Westeinde 47. In 1874 betrok de school een nieuw gebouw op het adres Bleijenburg 38 naar een ontwerp van B. Reinders, architect-directeur van Gemeentewerken.
De Eerste Gemeentelijke Hogere Burgerschool had vanaf het begin een vijfjarige cursus. Tot 1901 werden alleen jongens toegelaten; vanaf dat jaar ook meisjes.
In 1913 verhuisde de school naar een nieuwbouwpand aan de 3de Van den Boschstraat 22. Het gebouw aan het Bleijenburg werd overgenomen door de HBS voor Meisjes. De Eerste Gemeentelijke HBS bleef in de 3de Van den Boschstraat tot de opheffing in 1984. In 1948 werd de school herdoopt in Thorbecke HBS. In 1957 kwam er een gymnasiumafdeling bij en ontstond het Thorbecke Lyceum.
In 1965 werd de 3de Van den Boschstraat omgedoopt. De school kreeg nu het adres Theresiastraat 8 zonder te hoeven verhuizen.
In 1968 fuseerde de school met de Hannie Schaftschool, een ulo. De scholen gingen verder onder de naam Thorbecke Scholengemeenschap. In 1984 werd de school opgeheven.
Een beroemde oud-leerling was Louis Couperus, die tussen 1878 en 1881 de Eerste Gemeentelijke HBS bezocht.